# Begijnhof Turnhout
Het begijnhof van Turnhout is een van de Vlaamse begijnhoven die in 1998 opgenomen werden op de werelderfgoedlijst.
Van het begijnhof van Turnhout is geen precieze stichtingsdatum bekend, maar waarschijnlijk werd ze in de 13e eeuw opgericht.
Het vroegclassicistische poortgebouw en het langwerpig beboomde plein typeren dit begijnhof. Er is een goed bewaarde barokkerk, infirmerie en huizen uit de 16e en 17e eeuw.
De laatste begijn, grootjuffrouw Anna De Boer, overleed in 2002.
Er is een museum waar men meer over de begijnencultuur te weten kan komen. In 2022 raakte bekend dat het poortgebouw gerenoveerd wordt.
In het begijnhof bevindt zich ook de Begijnhofkerk of Heilig Kruiskerk.

## Afbeeldingen

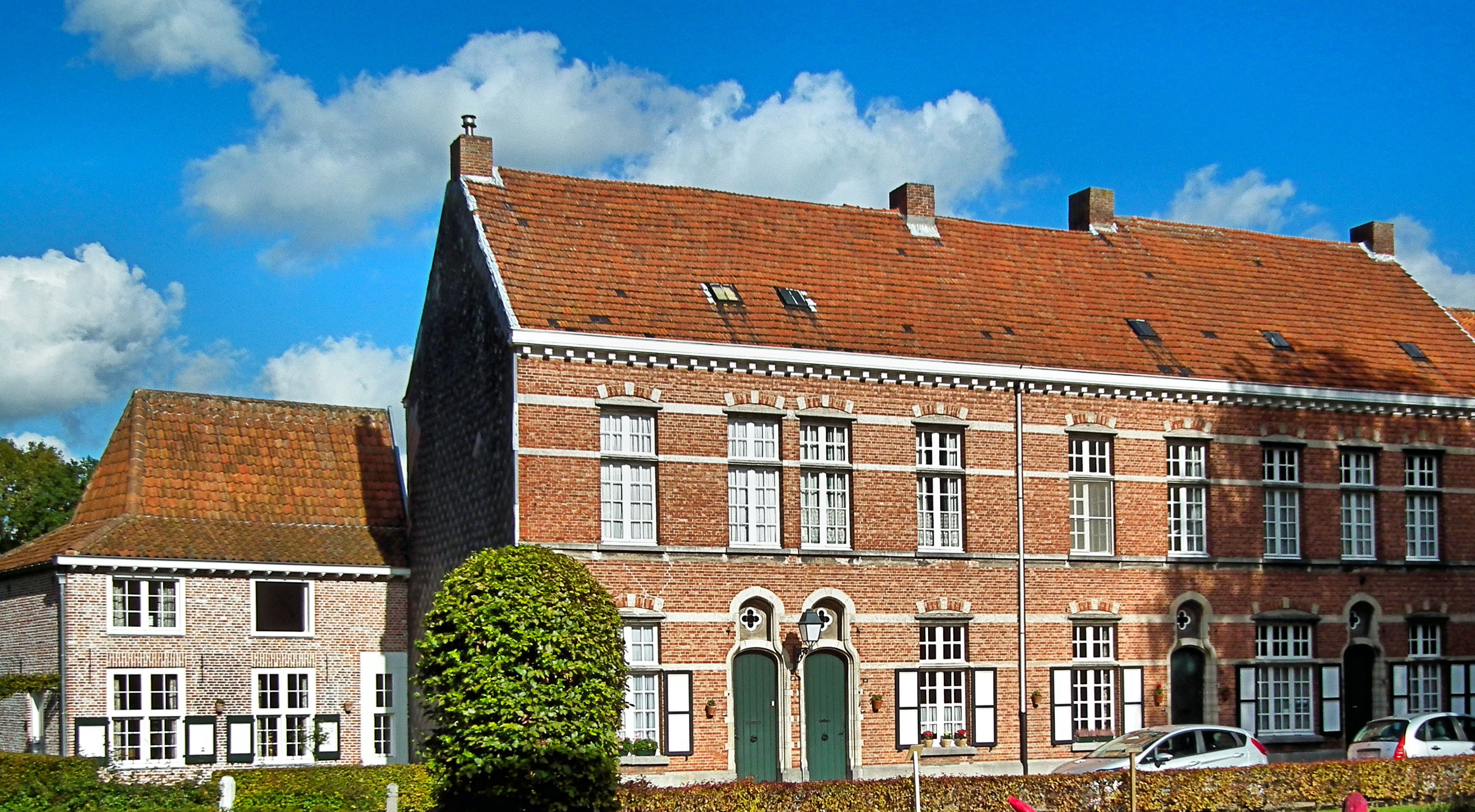
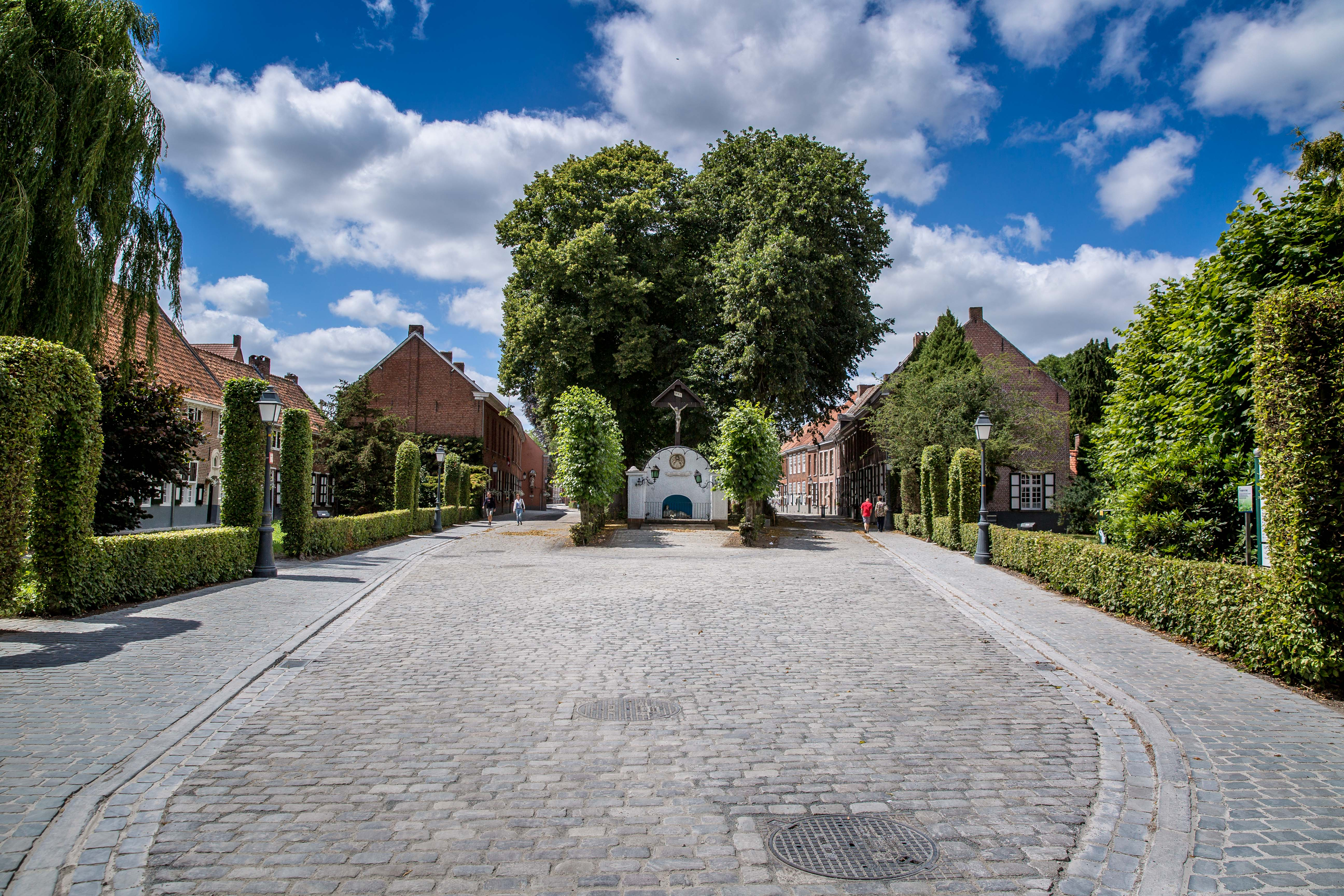
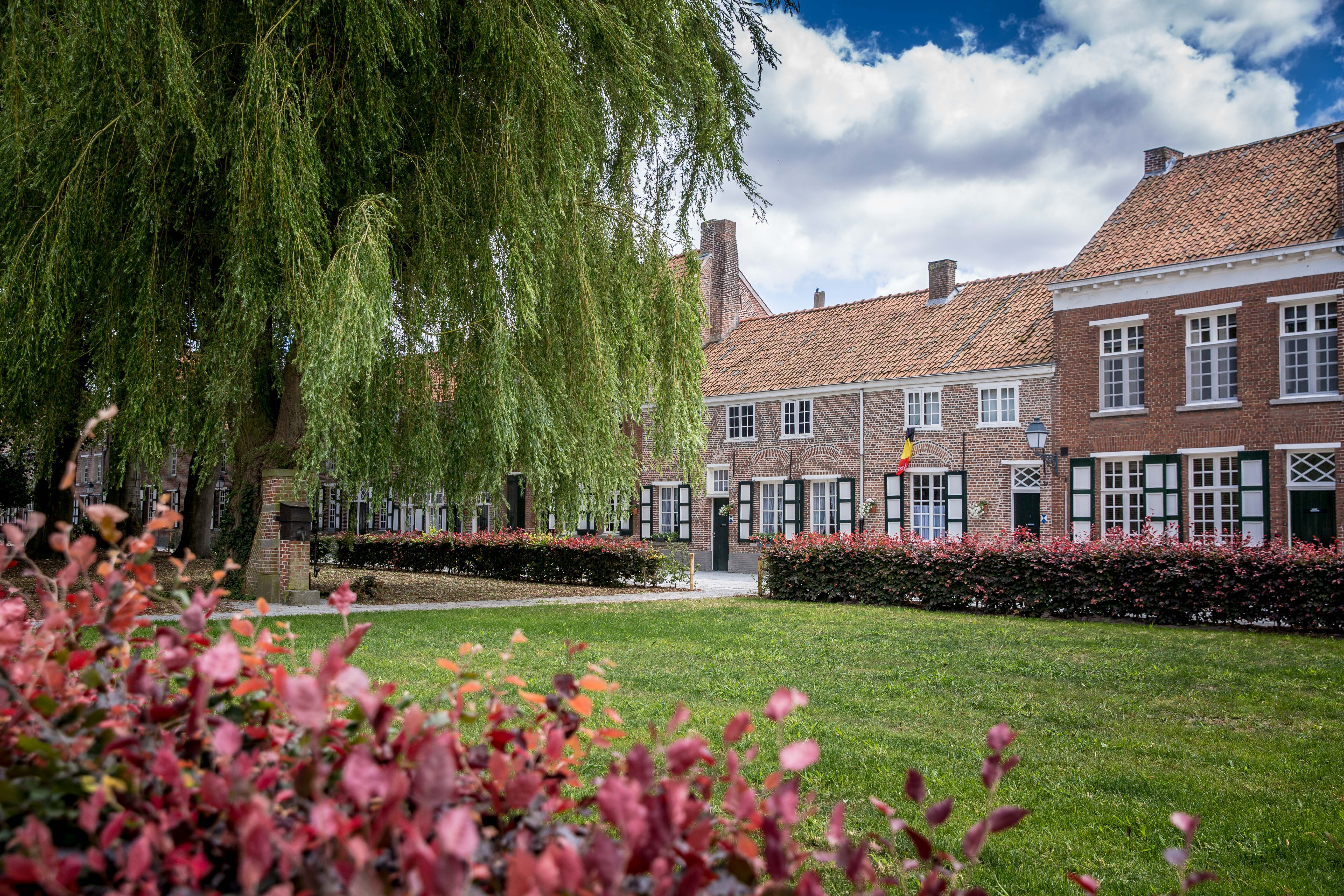
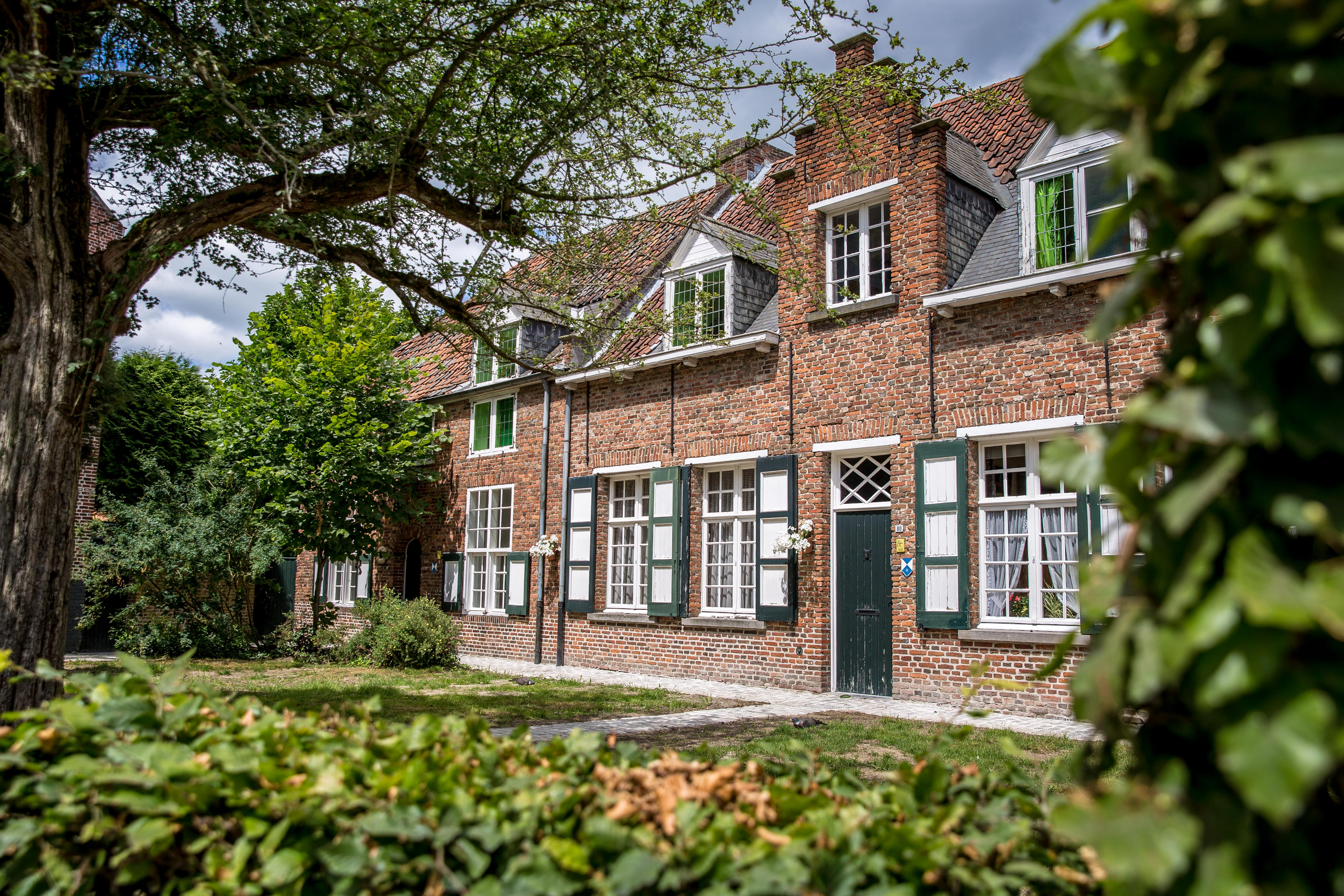
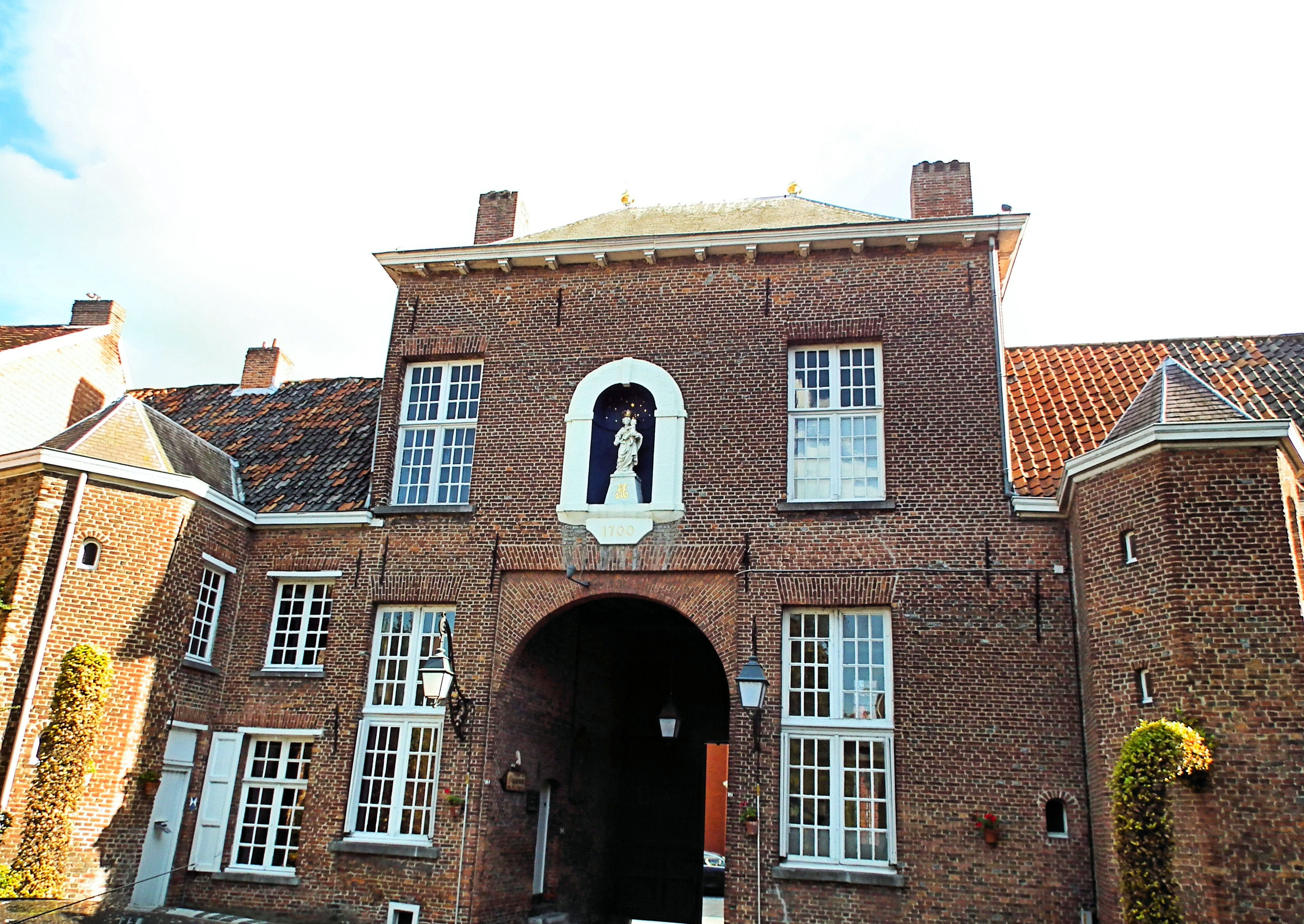
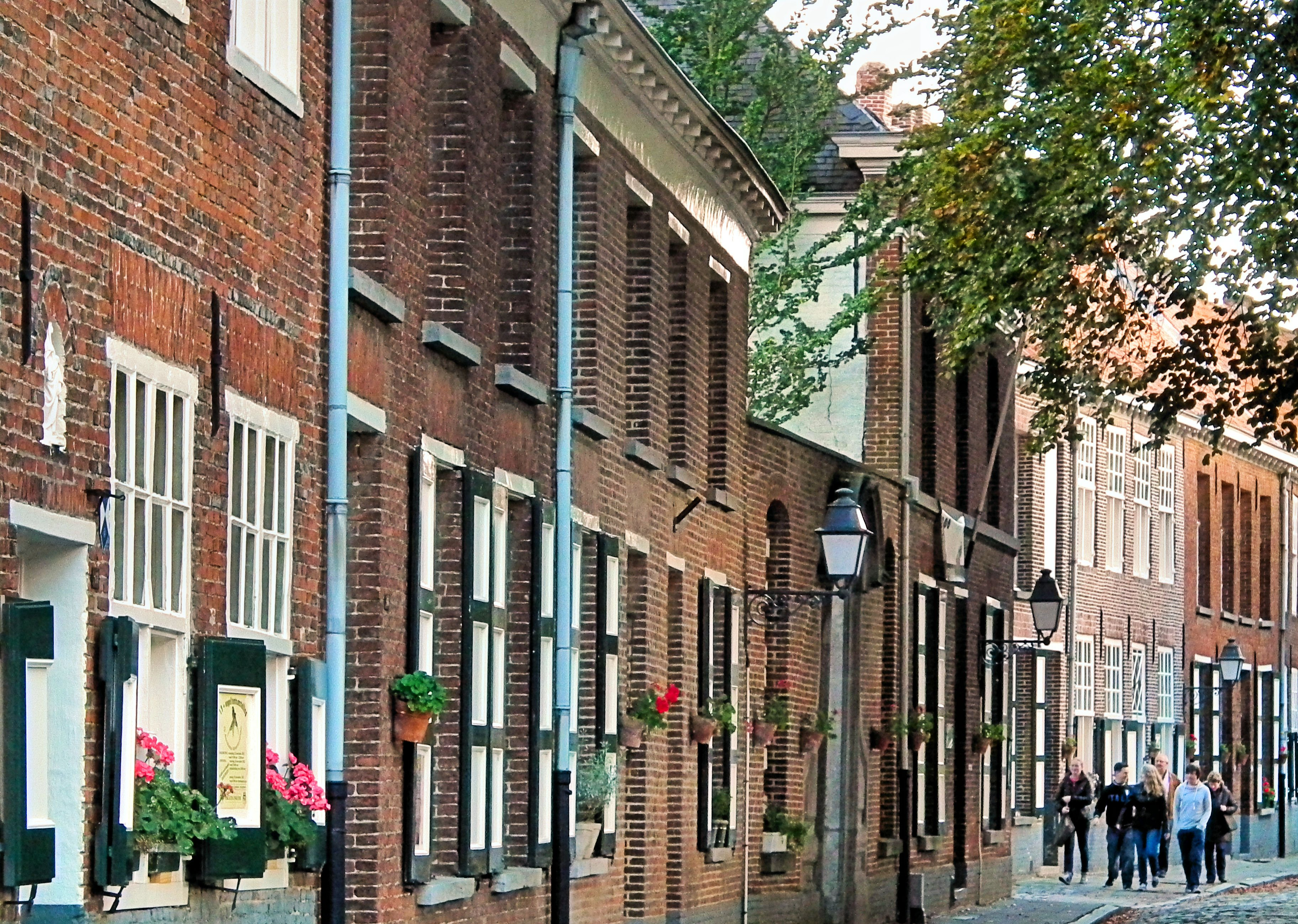